# 柳原可奈子のワンダフルナイト
柳原可奈子のワンダフルナイト（やなぎはらかなこのワンダフルナイト）は、ニッポン放送で2010年（平成22年）7月4日から2019年（令和元年）5月5日まで放送されていたラジオ番組である。パーソナリティは柳原可奈子。

## 内容・概要
- 前番組『大沢あかねのハイジャンプ・レディオ!』パーソナリティの大沢あかねが産休に入ることに伴い当番組が開始された。
- 柳原可奈子が自身の芸能活動ではじめて担当した冠番組である。番組内ではそこを強調するためジングルも作られ毎週流される。
- 番組は柳原可奈子のフリートークやリスナーからの悩み相談で構成されている。
- 録音放送であるが、編集せずに放送時間内の一発録りのいわゆる撮って出しである（エンディングで必ず「録音なのにノー編集、ノーフォロー」と前置している）。柳原の独自の目線からトークしていることが多く、たとえトークの内容が事実と異なることがあってもスタッフはまったくフォローしない。想像や妄想からトークすることもたびたびある。
- まとめて数回分を収録しているため時事ネタやイベントの告知に時差が生じることがあり、その出来事を番組内では「時空のゆがみ」という言葉で表現されている。
- 番組中にかける楽曲は自身が大ファンであるハロプロ関連の楽曲が多く[2]、フリートークでもハロプロに関連するトークが多い。またハロプロのコンサートに行くこともあり、メンバーとの交流の話をすることもある。本人は太田プロ所属。
- 2012年11月11日の放送で、この番組のリスナーの愛称を「リンゴちゃん」と決定。番組ではラジオネームではなく、「リンゴちゃんネーム」、若いリスナーを「青リンゴ」、若くないリスナーを「干しリンゴ」と呼んだりするなど提案された[3]。
- 2014年5月11日の放送で、通算200回を達成[4]。
- 2015年4月19日のニッポン放送では、ナイター中継延長のため放送がなかった。
- 柳原自身も出産することに伴い、2019年5月5日をもって終了。後番組は池田美優がパーソナリティを務める『#みちょパラ』。

## コーナー
聞いたらムカッとする言葉
柳原のライブでおなじみのキャラクターのように、言われたらムカッとする一言を募集。
ティーチャー柳原の子羊カモーン
柳原可奈子が学校の先生に扮してリスナーの悩みに答える。リスナーからのメールは「子羊メール」と呼ぶ。
SNOWMAN'S VOICE （旧タイトル：ワンダフルウインター）
冬季限定のコーナー　スポンサーがウインタースポーツの用品を扱っているためそれに関連して各地のスキー場へ電話をして担当責任者とスキー場の紹介をメインにトークする。（夏場は、『ワンダフルウインター イン サマー』として、スキー場で開 かれるイベント情報などを紹介。）
大阪美味いもの情報
大阪の美味しいものを紹介してもらう。

## ゲスト
- 2010年8月22日・29日（第7回・第8回）：スマイレージ（和田彩花、前田憂佳、福田花音、小川紗季）
- 2010年10月17日・24日（第15回・第16回）：狩野英孝
- 2010年11月28日・12月5日（第20回・第21回）：新宿カウボーイ（かねきよ勝則）
- 2011年1月16日（第27回）：トップリード（和賀勇介、新妻悠太）
- 2011年2月20日・27日（第32回・第33回）：島田秀平
- 2011年7月24日・31日（第53回・第54回）：インスタントジョンソン（渡辺隆浩、杉山貢一、佐藤祐造）
- 2011年10月16日（第64回）：中村アン　Sweet Licious（Sakurako、Kaede）
- 2011年10月23日（第65回）：トップリード（和賀勇介、新妻悠太）
- 2011年11月13日・20日（第69回・第70回）：新宿カウボーイ（かねきよ勝則）
- 2011年12月11日・18日（第73回・第74回）：スマイレージ（福田花音、勝田里奈）
- 2012年2月26日（）：真野恵里菜
- 2012年6月19日・26日（第101回・第102回）：モーニング娘。（道重さゆみ）
- 2012年6月26日（第102回）：トップリード（和賀勇介、新妻悠太）
- 2012年10月21日・28日（）：℃-ute（矢島舞美、中島早貴）
- 2013年1月6日・13日（）：神奈月
- 2013年4月21日（）：モーニング娘。（飯窪春菜、石田亜佑美）
- 2013年4月28日（）：モーニング娘。（譜久村聖、生田衣梨奈）
- 2013年6月16日・23日（）：Berryz工房（清水佐紀、須藤茉麻、熊井友理奈）
- 2013年8月25日・9月1日（）：ミラクルひかる
- 2013年10月20日・10月27日（）：神奈月、古賀シュウ、村瀬雄一（太田プロが誇る、ものまね３銃士）
- 2013年11月3日（）：塩ノ谷早耶香
- 2013年12月15日・22日：スマイレージ（福田花音、勝田里奈、田村芽実）
- 2014年1月12日・19日：ジェーン・スー
- 2014年2月23日・3月2日：ミラクルひかる、キムビアンカ（キムビアンカは、3月2日のみ出演）
- 2014年4月20日・27日：大谷雅恵（元メロン記念日、ボーイッシュ担当）
- 2014年6月15日・22日：アーバンギャルド
- 2014年7月27日・8月3日：コムアイ（水曜日のカンパネラ、ボーカル）
- 2014年8月24日・8月31日：ミラクルひかる
- 2014年9月21日：ジェーン・スー
- 2014年10月26日・11月2日：安倍なつみ
- 2014年12月14日・21日：保田圭
- 2014年12月28日・2015年1月4日：井上陽水
- 2015年2月8日：ノーガァード
- 2015年2月22日・3月1日：マツコ・デラックス
- 2015年4月19日・26日：大沢ケイミ
- 2015年6月14日・21日：日本エレキテル連合（中野聡子、橋本小雪）
- 2015年8月30日・9月6日：マツコ・デラックス

## ネット局および放送時間
| 放送局       | 放送日時（2017年4月から）  | 遅れ日数 | 備考   |
| ------------ | -------------------------- | -------- | ------ |
| ニッポン放送 | 日曜日 23時00分 - 23時30分 |          | 制作局 |
| 西日本放送   | 火曜日 23時30分 - 24時00分 | 2日遅れ  |        |

- 2010年7月～ ニッポン放送、毎日放送で番組スタート
- 2010年10月～ 10月の番組改編で北海道放送、山口放送、KBCラジオ、長崎放送の4局が追加。
- 2011年4月～ 4月の番組改編で北海道放送が打ち切り、西日本放送（香川）と南海放送（愛媛）が追加。
- 2011年10月～ 10月の番組改編で山形放送が追加。
- 2012年4月～ 東北放送（宮城）・山梨放送・岐阜放送が追加。
- 2012年10月～ 10月の番組改編で東北放送・山梨放送が打ち切り。
- 2013年4月～ 4月の番組改編で毎日放送[5]が打ち切り。
- 2014年4月～ 4月の番組改編で北陸放送（石川）が追加[6]。
- 2014年10月～ 10月の改編で北陸放送が打ち切り。
- 2015年4月～ 4月の改編で岐阜放送が打ち切り、山陰放送（鳥取・島根）が追加。
- 2016年4月～ 4月の改編で山陰放送が打ち切り、山形放送が追加（再開）。
- 2016年10月～ 10月の改編で山形放送が打ち切り。
- 2017年4月～ 4月の改編で福井放送が追加。

## テーマ曲
- オープニングテーマ[7]
  - 「I Want It All （すべて欲しい!）」：アシュレイ・ティスデイル & ルーカス・グラビール  - ウォルト・ディズニー・ピクチャーズ製作の映画『ハイスクール・ミュージカル/ザ・ムービー』のサウンドトラックより。
- エンディングテーマ
  - 「口笛天国」：口笛ジャック - 文化放送「日野ミッドナイトグラフィティ 走れ!歌謡曲」のオープニングテーマとしても有名な曲だが、先方の番組では曲の途中から流すのに対し、当番組は曲の最初から流している。